# Foire comtoise
 (novembre 2021).
Si vous disposez d'ouvrages ou d'articles de référence ou si vous connaissez des sites web de qualité traitant du thème abordé ici, merci de compléter l'article en donnant les références utiles à sa vérifiabilité et en les liant à la section « Notes et références ».
 (mai 2021).
La Foire comtoise de Besançon est une manifestation festive et commerciale.
Elle a lieu tous les ans au parc des expositions de Micropolis.

## Historique
La Foire comtoise est un rassemblement festif et commercial. Elle réunit chaque année plus de 140 000 visiteurs et plus de 500 exposants. Elle propose divers salons : le salon habitat, ameublement, gastronomie, auto, moto et nautisme, piscine, aménagements des extérieurs, artisanat du monde, village agricole, ou encore, le salon bâtiments travaux publics.  
La fête foraine est la plus grande de la région[réf. nécessaire], et propose un grand nombre d'attractions et de manèges, comme le pylône ou parfois une grande roue[pertinence contestée]. 
La Foire comtoise existe depuis 1922. 
Le 22 mai 1957, à l'occasion de sa 31e édition, la R.T.F. met en service, au Mont de Brégille, le tout premier émetteur de télévision (qui émet désormais en Télévision Numérique Terrestre), inauguré par les officiels du département et de la ville, pour le bonheur de la population.
| Pays invité d'honneur        | Année | Date                  |
| ---------------------------- | ----- | --------------------- |
| Québec                       | 1999  |                       |
| Tahiti                       | 2000  |                       |
| Irlande                      | 2001  |                       |
| Russie                       | 2003  |                       |
| Grèce                        | 2004  |                       |
| Mongolie                     | 2005  |                       |
| Cuba                         | 2006  |                       |
| Canada et pays du Grand Nord | 2007  |                       |
| Guadeloupe et les Caraïbes   | 2008  |                       |
| Pérou                        | 2009  |                       |
| Russie, région de l'Altaï    | 2010  | Du 8 mai au 16 mai    |
| Inde des Maharajas           | 2011  | Du 28 mai au 5 juin   |
| Madagascar                   | 2012  | Du 12 mai au 20 mai   |
| Brésil                       | 2013  | Du 4 mai au 12 mai    |
| Vietnam                      | 2014  | Du 24 mai au 01 juin  |
| Italie                       | 2015  | Du 8 mai au 17 mai    |
| Écosse                       | 2016  | Du 30 avril au 08 mai |
| Maroc                        | 2017  | Du 20 mai au 28 mai   |
| Colombie                     | 2018  | Du 5 mai au 13 mai    |
| Espagne                      | 2019  | Du 25 mai au 2 juin   |
| Annulation : Covid           | 2020  |                       |
| Annulation : Covid           | 2021  |                       |
| Sénégal                      | 2022  | Du 21 mai au 29 mai   |
| Portugal                     | 2023  | Du 13 mai au 21 mai   |
| Royaume-Uni                  | 2024  | Du 4 mai au 12 mai    |
| Cuba                         | 2025  | Du 24 mai au 1er juin |

### La foire 2010

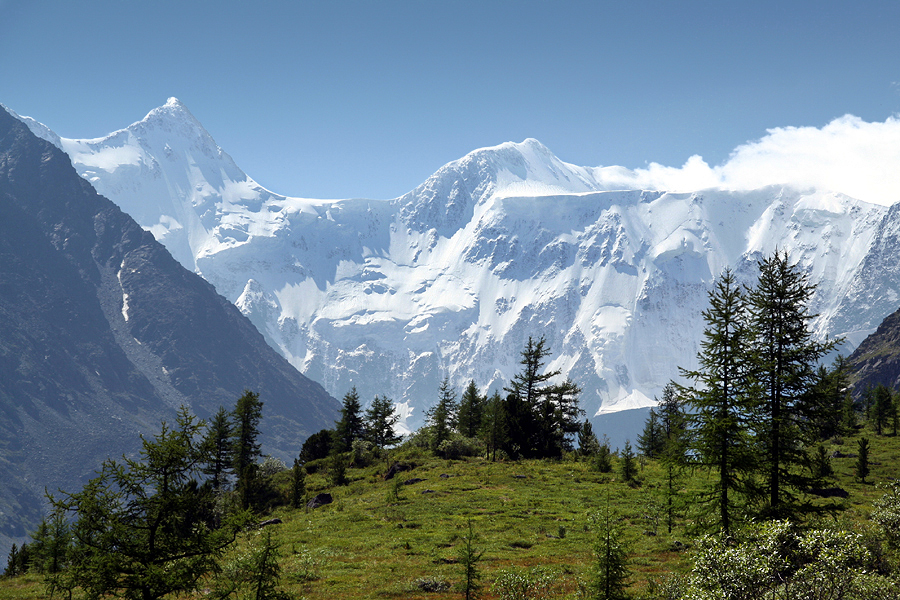
La région de l'Altaï.

Logo de la Foire comtoise 2010.

La Foire comtoise 2010 s'est déroulée du 8 au 16 mai 2010, et a attiré dès le premier jour près de 20 000 personnes, un record. L'invité d'honneur était la Russie et notamment la région de l'Altaï. Cette 86e édition a été inaugurée par Marie-Guite Dufay, Marie-Noëlle Schoeller ainsi que Claude Jeannerot. Vladimir Fédorovski y a présenté son dernier livre, Le Roman de Tolstoï.
Les manèges présents étaient le manège « Oxygène » (Un bras tournant d'une hauteur de 60 mètres) ou encore le « Spoutnik » (Une sphère projetée à 50 mètres de hauteur et à 160 km/h) en plus du traditionnel train fantôme, de divers autres manèges et des salons habituels. Une miss montbéliarde a été élue parmi 232 concurrentes venues du Grand Est. D'autres prix ont été décernés, en particulier à des vins, en particulier, ceux du Jura et de la Haute-Marne.

Les célébrités depuis 2013 :
| jour     | 2013                                     | 2013                                         | 2013                             | emission                                     |
| -------- | ---------------------------------------- | -------------------------------------------- | -------------------------------- | -------------------------------------------- |
| 05 mai   | Charlène Michaut                         | Marine Lorphelin                             | Marine Lorphelin                 | Miss Franche-Comté Miss France               |
| 06 mai   | Dièse (chanteuse)                        | Yoann Freget                                 | Karine Ferri                     | The Voice : La Plus Belle Voix               |
| 07 mai   | Catherine Laborde                        | Catherine Laborde                            | Catherine Laborde                |                                              |
| 08 mai   | Katrina Patchett                         | Fauve Hautot                                 | Maxime Dereymez                  | Danse avec les stars                         |
| 09 mai   | Matt Marvane (chanteur)                  | Baptiste Giabiconi                           | Baptiste Giabiconi               |                                              |
| 10 mai   | Clara Morgane                            | Clara Morgane                                | Clara Morgane                    |                                              |
| 11 mai   | Elisabeth Biscarrat                      | Michel Roth                                  | Michel Roth                      | MasterChef (France)                          |
| 2014     |                                          |                                              |                                  |                                              |
| 24 mai   | Nathalie Nguyen                          | Nathalie Nguyen                              | marraine de la foire             | MasterChef (France)                          |
| 25 mai   | nathalie Nguyen                          | nathalie Nguyen                              | nathalie Nguyen                  |                                              |
| 28 mai   | Camille Duban                            | Flora Coquerel                               | Flora Coquerel                   | Miss Franche-Comté Miss France               |
| 29 mai   | Brahim Zaibat                            | Fauve Hautot                                 | Fauve Hautot                     |                                              |
| 30 mai   | Rémy Bricka                              | Philippe Candeloro                           | Philippe Candeloro               |                                              |
| 31 mai   | Avy Marciano                             | Avy Marciano                                 | Avy Marciano                     | Plus belle la vie                            |
| 01 juin  | Jean-Pierre Pernaut                      | Joyce Wilde (chanteuse) Yoann Freget         | Nathalie Marquay Philippe Risoli |                                              |
| 2015     |                                          |                                              |                                  |                                              |
| 08 mai   | Olivier Streiff                          | Olivier Streiff                              | Olivier Streiff                  | Top Chef                                     |
| 09 mai   | Cécilia Hornus                           | Cécilia Hornus                               | marraine de la foire             | Plus belle la vie                            |
| 10 mai   | Moundir Zoughari                         | Moundir Zoughari                             | Moundir Zoughari                 | Koh-Lanta                                    |
| 14 mai   | Awa Sy                                   | Marlène Schaff (chanteuse)                   | Lilian Renaud                    | The Voice : La Plus Belle Voix               |
| 16 mai   | Afyda Antara (styliste)                  | Magloire                                     | Magloire                         |                                              |
| 17 mai   | Anne-Mathilde Cali                       | Camille Cerf (Miss France)                   | Camille Cerf (Miss France)       | Miss Franche-Comté Miss France               |
| 2016     |                                          |                                              |                                  |                                              |
| 30 avril | Samuel Étienne                           | Samuel Étienne                               | parrain de la foire              | Questions pour un champion                   |
| 03 mai   | Marc-Emmanuel                            | Marc-Emmanuel                                | Marc-Emmanuel                    | Tous ensemble                                |
| 04 mai   | Dani Lary                                | Dani Lary                                    | Dani Lary                        |                                              |
| 05 mai   | Marwan Berreni                           | Marwan Berreni                               | Kids United                      | Plus belle la vie                            |
| 06 mai   | Corson (chanteur)                        | Corson (chanteur)                            | Corson (chanteur)                |                                              |
| 08 mai   | Alizee Vannier                           | Iris Mittenaere                              | Iris Mittenaere                  | Miss Franche-Comté Miss France               |
| 2017     |                                          |                                              |                                  |                                              |
| 20 mai   | Philippe Bas (acteur)                    | Philippe Bas (acteur)                        | parrain de la foire              | Profilage (série télévisée)                  |
| 21 mai   | Marie Réache                             | Marie Réache                                 | Marie Réache                     | Plus belle la vie                            |
| 24 mai   | Color of Rice (chanteuse) Sol (chanteur) | Emmy Liyana (chanteuse) Antoine G (chanteur) | Lukas Abdul (chanteur)           | The Voice : La Plus Belle Voix               |
| 25 mai   | Jade Geropp                              | Yann-Alrick Mortreuil                        | Laurent Maistret                 | Danse avec les stars Koh-Lanta               |
| 26 mai   | Kevin Guedj                              | Louis Bodin                                  | Louis Bodin                      | Les Marseillais                              |
| 27 mai   | Jooz (chanteur)                          | Priscilla Betti                              | Priscilla Betti                  |                                              |
| 28 mai   | Melissa Nourry                           | Alicia Aylies                                | Alicia Aylies                    | Miss Franche-Comté Miss France               |
| 2018     |                                          |                                              |                                  |                                              |
| 05 mai   | Denitsa Ikonomova                        | Maxime Dereymez                              | Marraine et parrain de la foire  | Danse avec les stars                         |
| 06 mai   | Mathilde Klinguer                        | Maëva Coucke                                 | Maëva Coucke                     | Miss Franche-Comté Miss France               |
| 08 mai   | Ana Ka (chanteuse)                       | Lukas Abdul                                  | Lukas Abdul                      | The Voice : La Plus Belle Voix               |
| 10 mai   | Jade Geropp                              | Laurent Maistret                             | Laurent Maistret                 |                                              |
| 11 mai   | Léa François                             | Léa François                                 | Léa François                     | Plus belle la vie                            |
| 12 mai   | Azza (chanteuse)                         | Twins Phoenix (chanteur)                     | Sweem (chanteur) Lukas Abdul     | The Voice : La Plus Belle Voix Nouvelle Star |
| 2019     |                                          |                                              |                                  |                                              |
| 25 mai   | Agustín Galiana                          | Nicoletta                                    | marraine et parrain de la foire  | Clem (série télévisée)                       |
| 26 mai   | Sarah Lopez (influenceuse)               | Julien Guirado                               | Julien Guirado                   | Secret Story                                 |
| 28 mai   | Frédéric Longbois                        | Frédéric Longbois                            | Frédéric Longbois                | The Voice : La Plus Belle Voix               |
| 29 mai   | Lilian Renaud                            | Lilian Renaud                                | Lilian Renaud                    |                                              |
| 30 mai   | Jérôme Anthony                           | magloire                                     | magloire                         |                                              |
| 31 mai   | Lauralyne Demesmay                       | Vaimalama Chaves                             | Vaimalama Chaves                 | Miss Franche-Comté Miss France               |
| 01 juin  | Joakim Latzko                            | Joakim Latzko                                | Joakim Latzko                    | Plus belle la vie                            |
| 02 juin  | Christophe Licata                        | Danièle Gilbert                              | Danièle Gilbert                  | Danse avec les stars                         |
| 2022     |                                          |                                              |                                  |                                              |
| 24 mai   | Lisa Dann                                | Lisa Dann                                    | Lisa Dann                        | La France a un incroyable talent             |
| 25 mai   | Julie Cretin                             | Diane Leyre                                  | Diane Leyre                      | Miss Franche-Comté Miss France               |
| 27 mai   | Ecco (chanteuse)                         | Ecco (chanteuse)                             | Ecco (chanteuse)                 | The Voice : La Plus Belle Voix               |
| 2023     |                                          |                                              |                                  |                                              |
| 17 mai   | Victoria Sio                             | Victoria Sio                                 | Victoria Sio                     |                                              |
| 18 mai   | Marion Navarro                           | Indira Ampiot                                | Indira Ampiot                    | Miss Franche-Comté Miss France               |
| 2024     |                                          |                                              |                                  |                                              |
| 04 mai   | Murray Head                              | Murray Head                                  | parrain de la foire              |                                              |
| 05 mai   | Sonia Coutant                            | Ève Gilles                                   | Ève Gilles                       | Miss Franche-Comté Miss France               |
| 07 mai   | Henri Leconte                            | Henri Leconte                                | Henri Leconte                    |                                              |
| 11 mai   | Lilian Nawrot (chanteur)                 | Lilian Nawrot (chanteur)                     | Lilian Nawrot (chanteur)         | The Voice : La Plus Belle Voix               |
| 2025     |                                          |                                              |                                  |                                              |
|          |                                          |                                              |                                  |                                              |